# Ippodromo Le Bettole
Le Bettole è l'ippodromo della città di Varese, edificato nella zona di Biumo Inferiore.

## Storia
Costruito nel 1911 dalla "Società Ippica Varesina" al fine di sostituire il previgente impianto ubicato a Masnago, per un certo periodo è stato anche teatro di corse di trotto; la sua destinazione prevalente, e quindi definitiva, sono diventate le gare di galoppo.
Dopo vari rifacimenti, l'impianto presenta due piste: una di 1 300 m con fondo erboso, utilizzata per lo più in estate, e una con fondo sabbioso, utilizzata in inverno. Per quanto riguarda l'accoglienza ai visitatori, la struttura dispone di due tribune totalmente coperte dalla capacità totale di 3 000 posti a sedere.
La proprietà è della società per azioni "Varesina Incremento Corse Cavalli", del cui direttivo fece parte Giovanni Borghi, mentre il figlio Guido ne è l'attuale presidente.
In occasione dei campionati mondiali di ciclismo su strada del 1951 e del 2008 l'ippodromo (previa posa di una pavimentazione posticcia sopra parte della pista erbosa e l'aggiunta di ulteriori tribune amovibili) accolse la zona d'arrivo e partenza di tutte le relative competizioni; nel secondo caso, per la durata delle manifestazioni iridate, la denominazione fu temporaneamente mutata in Mapei Cycling Stadium.